# Morgan (banda)
Morgan es una banda de rock nacida en 2012 en Madrid, España. Sus componentes son Carolina de Juan —más conocida como Nina—, Paco López, Ekain Elorza y David Schulthess, habiendo salido de la formación Alejandro Ovejero en febrero de 2021. En palabras de Nina, le gustaría ser descritos en Wikipedia como «una banda que hace canciones y les gusta tocar».

## Carrera
Nina, Paco y Ekain se conocían desde hacía años. Nina era corista en Anaheim, banda de Paco, y un día de 2012 mostró unos temas a Ekain y Paco, a quienes les gustaron y que decidieron comenzar un grupo musical con Nina para trabajar y desarrollar los temas que ella había compuesto. Ese mismo año 2012 debutaron en directo en la sala Costello de Madrid. En un inicio, contaron también con el apoyo del bajista Toni Sotos, que finalmente no continuó en Morgan y cuyo sustituto definitivo y oficial fue Alejandro Ovejero, que anteriormente había tocado con Ekain en la banda Dinero. El teclista David Schulthess se unió a ellos desde su concierto en la sala Moby Dick el 11 de septiembre de 2015.
A finales de 2015, cuando ya habían consolidado una docena de temas, entraron a grabar su primer álbum, que fue autoeditado. Se publicó en febrero de 2016 y se tituló North. Constaba de trece temas, todos en inglés, salvo "Volver". Este álbum debut, que presentaron en la sala El Sol de Madrid, fue producido por José Nortes, productor de otros artistas como Ariel Rot, Coque Malla, Sergio Makaroff o Quique González. Quique González fue precisamente un importante catalizador para dar a conocer Morgan, ya que contó con Nina para su tema "Charo" y dio a conocer su voz a un amplio público. Un año después de la publicación del disco y tras más de una treintena de conciertos, reeditaron North, que se situó entre los álbumes más vendidos del año 2017. Ese relanzamiento aumentó la popularidad de la banda, que dio otros cien conciertos.
Entre finales de 2017 y principios de 2018, Morgan volvió al estudio a grabar un nuevo álbum, Air. Producido de nuevo por José Nortes y grabado en los estudios Black Betty de Madrid, su lanzamiento tuvo lugar el 16 de marzo de 2018, habiendo sido presentado el 10 de marzo en la sala El Sol de Madrid. Está compuesto por nueve temas, ocho en inglés y uno en castellano, "Sargento de hierro", y está editado por North Records. El álbum Air y la posterior gira cosecharon gran éxito de público y crítica, y Morgan se alzó con cinco galardones en los Premios de la Música Independiente (MIN) 2019: Mejor Álbum de Rock, Premio Eventbrite a Mejor Directo, Premio Sae Institute a la Mejor Producción, Premio AIE al Mejor Artista y Premio The Orchard al Álbum del Año.
El 12 de febrero de 2021 la banda comunicó que Alejandro Ovejero dejaba la formación por la incompatibilidad con su oficio de apicultor. El 22 de febrero de 2021 anunciaron en redes sociales que la grabación de un nuevo "cuarto" disco había finalizado y el 25 de febrero publicaron una versión en directo del tema de Queen «Somebody to Love» grabada en el Teatro Price de Madrid, además de anunciar horas más tarde que dicha actuación en el Price en enero de 2020 se convertiría en su primer álbum en directo, Home (Live at Circo Price), que sería su tercer álbum en total, y se podría escuchar desde esa medianoche.
Como adelanto de su siguiente álbum de estudio, el 11 de junio de 2021 lanzaron un tema, "Alone", perteneciente a dicho trabajo, cuya publicación se prevé para el 15 de octubre de 2021. Titulado The River and the Stone, contiene diez temas y fue grabado en Francia, en Le manoir de Léon, bajo la producción de Campi Campón, y posteriormente fue mezclado y masterizado en Los Ángeles y Atlanta. En las fotos promocionales, obra de Javier Bragado, aún no se puede contemplar al completo la nueva formación de la banda, a la que se incorporó el bajista Alejandro Climent —anterior componente de M Clan, Fito & Fitipaldis o Señor Mostaza— tras la salida de Ovejero.
El primer tema para un nuevo álbum de estudio fue "Intro: Delta", con letra en castellano, y supuso el adelanto de Hotel Morgan, grabado en Noruega y cuyo lanzamiento físico está previsto para el 31 de enero de 2025, mientras que a través de la página web del grupo se puede adquirir desde el 26 de noviembre de 2024, lo cual da a acceso además a la descarga digital.

## Discografía
| - North (2016) 1. "Home" (5:29) 2. "Work" (4:03) 3. "Praying" (3:39) 4. "Goodbye" (4:43) 5. "Thank You" (4:21) 6. "Attempting" (4:05) 7. "Sometimes" (3:56) 8. "Roar" (4:50) 9. "Cheesecake" (3:19) 10. "Weather" (4:58) con Nur 11. "Freely" (4:55) 12. "Cold" (4:22) 13. "Volver" (2:28) | - Air (2018) 1. "Planet Earth" (5:44) 2. "Oh Oh" (3:31) 3. "Another Road (Gettin' Ready)" (4:44) 4. "Sargento de hierro" (3:59) 5. "The Child" (4:49) 6. "Blue Eyes" (4:06) 7. "Be a Man" (3:58) 8. "Flying Peacefully" (4:09) 9. "Marry You" (6:20) |

| - Home (Live at Circo Price) (2021) 1. "Planet Earth" (8:04) 2. "Blue Eyes" (4:25) 3. "Attempting" (5:00) 4. "Oh Oh" (3:38) 5. "Goodbye" (4:53) 6. "Roar" (5:15) 7. "Work" (4:14) 8. "The Child" (5:26) 9. "Sometimes" (4:16) 10. "Praying" (3:38) 11. "Sargento de hierro" (4:16) 12. "Home" (7:45) (intro "Coming Back to Life") 13. "Somebody To Love" (5:37) 14. "Flying Peacefully" (5:56) 15. "Thank You" (5:57) 16. "Volver" (2:35) 17. "Another Road (Gettin' Ready)" (7:54) (puente "Lose Yourself to Dance") 18. "Marry You" (11:29) | - The River and the Stone (2021) 1. "Hopeless Prayer" (2:38) 2. "River" (4:03) 3. "WDYTYA?" (4:40) 4. "On And On (Wake Me Up)" (3:09) 5. "Paranoid Fall" (3:56) 6. "A Kind of Love" (6:09) 7. "Un recuerdo y su rey" (3:19) 8. "Late" (3:59) 9. "Alone" (7:07) 10. "Silence Speaks" (1:55) |

| - Hotel Morgan (2025) 1. "Intro: Delta" (2:05) 2. "Cruel" (3:34) 3. "Error 406" (4:12) 4. "El jimador" (4:02) 5. "Radio" (5:44) 6. "1838" (3:43) 7. "Arena" (2:43) 8. "Pyra" (4:37) 9. "Jon & Julia" (3:49) 10. "Altar" (3:39) 11. "Final" (2:03) |

## Componentes
Morgan es un quinteto compuesto por:
- Nina de Juan: voz, teclados.
- Paco López: guitarra, voz.
- Ekain Elorza: batería.
- David Schulthess: teclado.
- Alejandro Ovejero: bajo (2012 hasta 2021).